# Schwarzer Kapuziner
Der Schwarze Kapuziner (Sapajus nigritus, Syn.: Cebus nigritus) ist eine Primatenart aus der Unterfamilie der Kapuzineraffen innerhalb der Neuweltaffen. Er galt ehemals als Unterart des Gehaubten Kapuziners.

## Merkmale
Schwarze Kapuziner sind relativ große Kapuzineraffen, die eine Kopf-Rumpf-Länge von 42 bis 48 cm (Weibchen) bzw. 42 bis 56 cm (Männchen) erreichen, einen 43 bis 56 cm langen Schwanz besitzen und 2,6 bis 4,8 kg schwer werden. Ihr Fell ist vorwiegend dunkelbraun oder schwarz gefärbt, wobei die Schwärzung im Süden des Verbreitungsgebiets stärker ist als im Norden. Die Bauchseite ist oft gelblich-ockerfarben oder rötlich. Die Unterarme, die Unterschenkel und der Schwanz sind schwarz. Ebenfalls schwarz ist die Oberseite des Kopfes, die Haare bilden an jeder Kopfseiten einen auffälligen, hornartigen Schopf. Das Gesicht ist grau und von weißen Haaren umrahmt.

## Verbreitung und Lebensraum

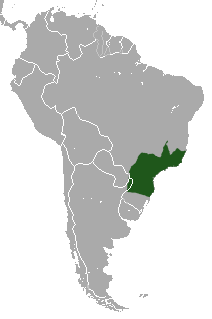
Das Verbreitungsgebiet des Schwarzen Kapuziners

Schwarze Kapuziner sind im südöstlichen Brasilien (vom Südufer des Rio Doce in den Bundesstaaten Espírito Santo und Minas Gerais bis Rio Grande do Sul) sowie im äußersten Nordosten von Argentinien (Provinz Misiones) beheimatet. Die Westgrenze ihres Verbreitungsgebietes in Brasilien liegt am Río Paraná. Ihr Lebensraum sind verschiedene Waldtypen, sowohl die Küstenregenwälder oder Galeriewälder als auch höher gelegene Gebirgswälder, alte Wälder mit Aspidosperma polyneuron als Emergenten oder Dickichte der Palme Euterpe edulis. Von allen Verbreitungsgebieten der Kapuzineraffen reicht das des Schwarzen Kapuziners am weitesten nach Süden und deshalb sind Jahreszeiten auch schon deutlich ausgeprägt.

## Lebensweise

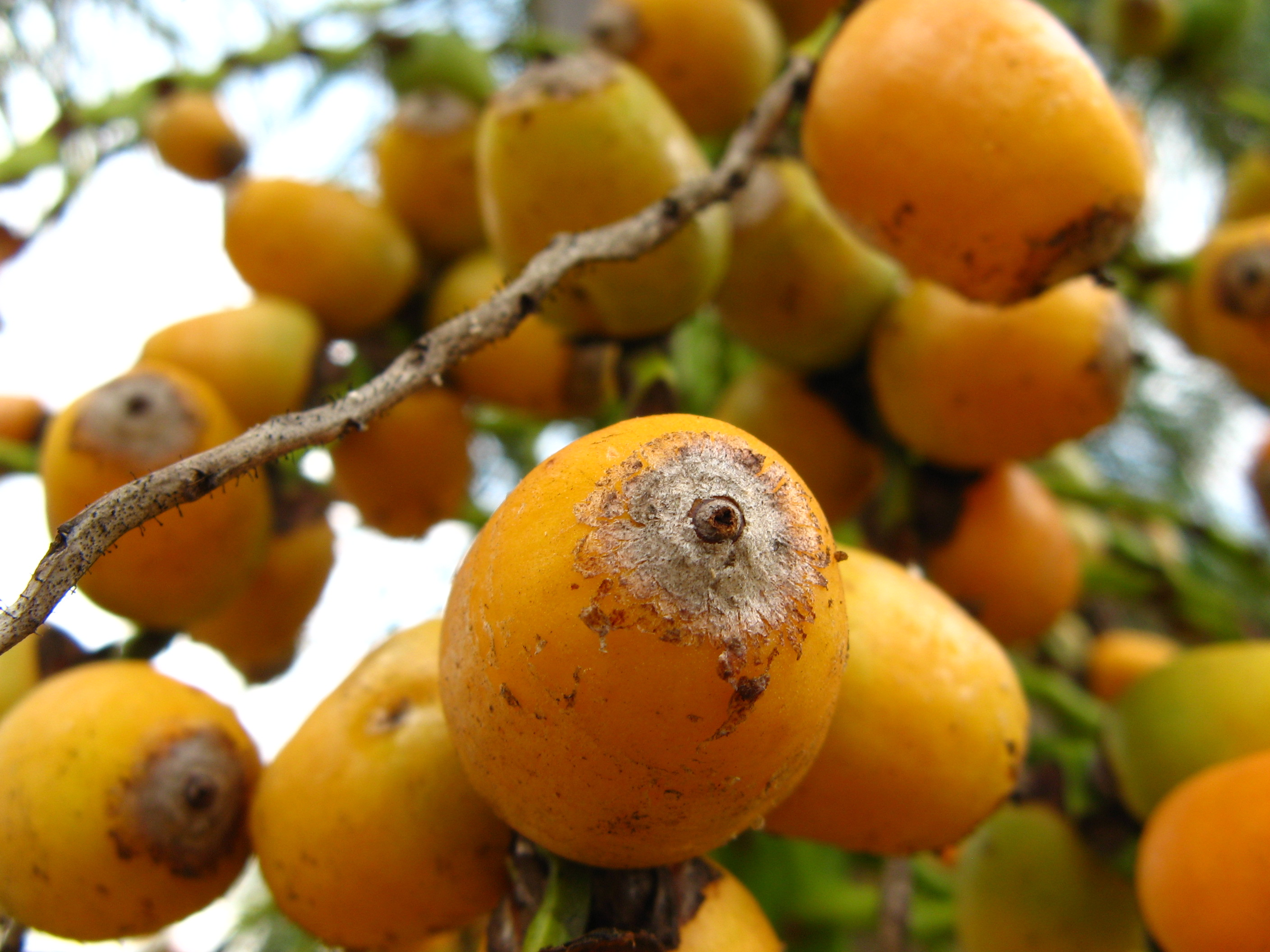
Früchte der Romanzoffianischen Kokospalme

Diese Tiere sind tagaktive Baumbewohner, die sich meist auf allen vieren im Geäst fortbewegen. Sie leben in Gruppen, die sich aus 8 bis 35 Tieren – mehrere Männchen und Weibchen und der gemeinsame Nachwuchs – zusammensetzen. Beide Geschlechter etablieren eine Rangordnung, diese kommt unter anderem im Zugang zu Nahrungsressourcen und im Paarungsvorrecht (das dominante Männchen zeugt die meisten Jungtiere) zum Tragen. Bei geringem Nahrungsangebot können sich die Gruppen auch teilen. Jungtiere werden zum Anfang und in der Mitte der Regenzeit (Oktober bis Februar) geboren, wenn das Nahrungsangebot am günstigsten ist. Die Trächtigkeit der Weibchen dauert 149 bis 158 Tage. Zwischen zwei Geburten vergehen 21 bis 35 Monate, aber nur 9 bis 14 Monate wenn das erste Jungtier stirbt. Die Jungtiere werden 12 bis 18 Monate lang gesäugt. Weibchen werden geschlechtsreif wenn sie 4 bis 4,5 Jahre alt sind und bekommen ihr erstes Jungtier mit einem Alter von 6 bis 7 Jahren. Männchen verlassen die Gruppe ihrer Geburt mit einem Alter von 5 bis 9 Jahren. Junge Weibchen bleiben für gewöhnlich bei ihrer Gruppe, können sie aber verlassen, wenn das dominante Männchen wechselt. Letztere können ihren Status maximal 8 Jahre lang halten. Übernimmt ein neues Männchen die Position des Alpha-Männchens kann es zum Infantizid kommen. Um das zu verhindern paaren sich auch schon trächtige Weibchen mit dem neuen Alpha-Männchen.
Schwarze Kapuziner sind Allesfresser, die aber in erster Linie Früchte, Blätter, das Mark aus den Blattansätzen von Palmenblättern, Samen, Sprossen und Wurzeln zu sich nehmen. Daneben fressen sie auch Insekten und kleine Wirbeltiere. Wichtige Nahrungsquellen sind die Früchte der Romanzoffianischen Kokospalme und von Pereskia aculeata, die Sprossen der Bambusart Chusquea ramosissima, die Wurzeln von Orchideen, Philodendren und anderen Epiphyten und die Blattbasen von Bromelien. Unter den vom Menschen angebauten Pflanzen werden u. a. Zitruspflanzen und der Japanische Rosinenbaum genutzt. Sowohl das Angebot an pflanzlicher als auch an tierischer Nahrung ist für die Affen im Südsommer (Oktober bis Januar) wesentlich besser als im Südwinter (Juni bis August).

## Systematik

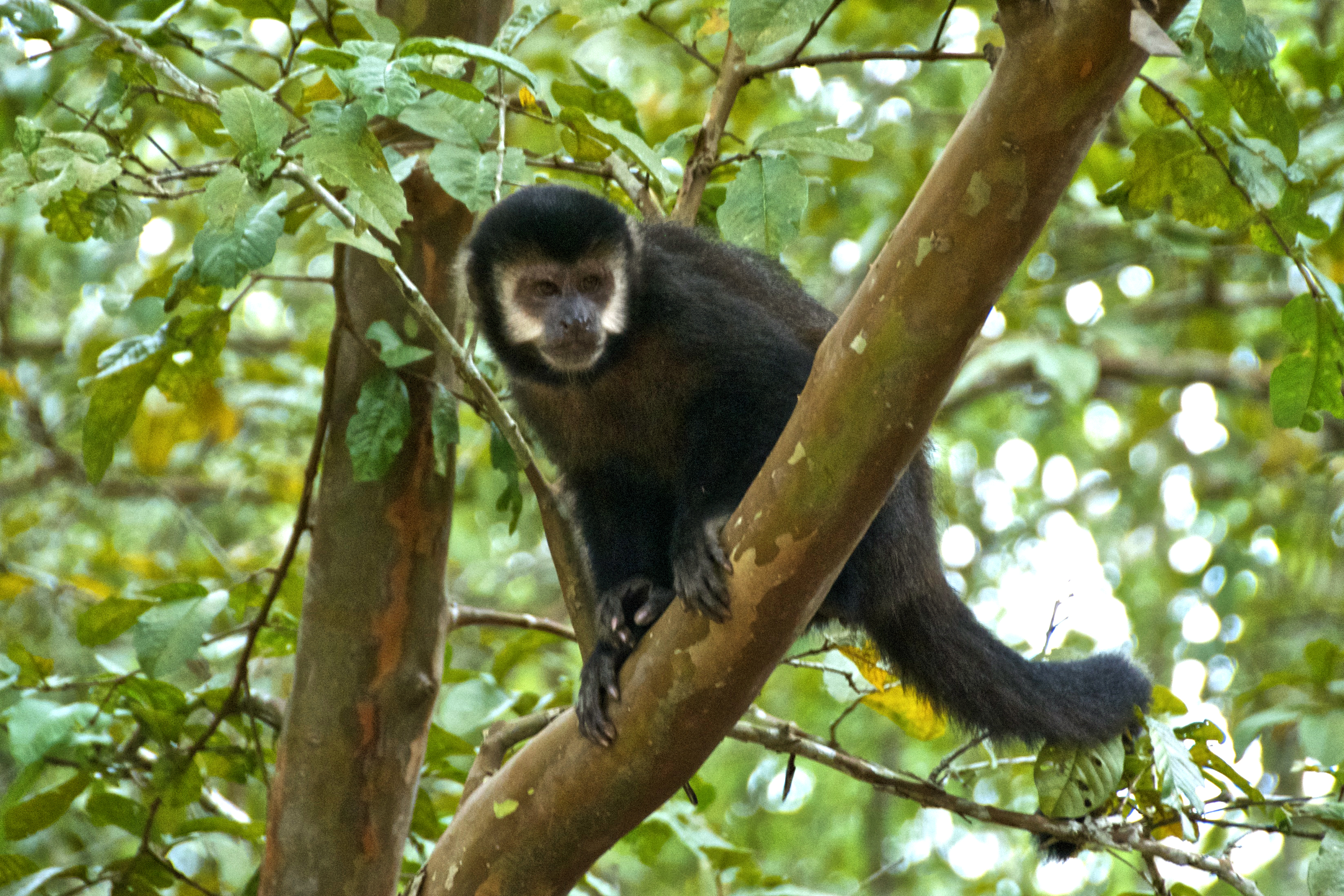
Schwarzer Kapuziner (südliche Form; Aufnahme aus dem Nationalpark Iguazú in Argentinien)

Der Schwarze Kapuzineraffe wurde 1809 durch den deutschen Zoologen August Goldfuß, den Meerkatzen zugeordnet und unter der wissenschaftlichen Bezeichnung Cercopithecus nigritus erstmals beschrieben. Die Terra typica ist das Orgelpfeifengebirge. Später kam er in die Gattung der Kapuzineraffen (Cebus) und mit der Teilung dieser Gattung in die Gattung der Gehaubten Kapuziner (Sapajus), deren innere Systematik immer noch nicht vollständig geklärt ist. Der Schwarze Kapuziner gehört jedoch zu den drei Arten, die sich nicht nur äußerlich von den anderen Gehaubten Kapuzineraffen unterscheiden, sondern die auch molekulargenetisch eindeutig von anderen Gehaubten Kapuzinern getrennt sind.
1823 beschrieb der deutsche Naturwissenschaftler Johann Baptist von Spix die dunklere südliche Population als Unterart (Sapajus nigritus cucullatus) des Schwarzen Kapuzineraffen. Auch der britisch-australische Primatologe Colin Groves erwähnt die Unterart in einem Buch zur Primatentaxonomie als gültiges Taxon. Im Primatenband des Handbooks of the Mammals of the World, einem Standardwerk zur Säugetierkunde, stellt man die südliche Population dagegen lediglich als Farbmorphe vor, erwähnt jedoch, dass es sich um ein sich von der Nominatform verschiedenes Taxon handeln könnte. Die IUCN listet Sapajus nigritus cucullatus als von der Nominatform verschiedene Unterart.

## Gefährdung
Obwohl der Schwarze Kapuziner relativ weit verbreitet ist, leidet er wie viele andere Tiere Südostbrasiliens an der fortgeschrittenen Zerstörung ihres Lebensraums. Hinzu kommt die Bejagung. Mancherorts gelten sie als Schädlinge, da sie Plantagen verwüsten, und werden dementsprechend verfolgt. Außerhalb von Schutzgebieten ist die Art sehr selten geworden. Die IUCN listet Sapajus nigritus als „gering gefährdet“ (near threatened). Der Schwarze Kapuziner kommt auch in verschiedenen Schutzgebieten vor, darunter der Nationalpark Iguazú in Argentinien und der Nationalpark Caparaó in Brasilien.